# لانجانيست (أرارات)
مدينة لانجانيست (بالأرمينية:Լանջանիստ) (بالإنجليزية: Lanjanist)‏ هي إحدى المدن التابعة لمقاطعة أرارات في أرمينيا. يقدر عدد سكانها بـ 248 نسمة حسب الإحصاء الذي جرى عام 2011.